# Rallycross di Svezia

Il circuito del Höljesbanan, sede abituale del Rallycross di Svezia

Il Rallycross di Svezia (ufficialmente denominato Rallycross of Sweden), è una prova di rallycross che si svolge in Svezia dal 1973; dai primi anni novanta la manifestazione si tiene abitualmente sul circuito del Höljesbanan a Höljes, villaggio situato in territorio di Torsby all'estremo nord della contea di Värmland. La competizione è sede consueta di una prova del campionato europeo rallycross, chiamata Euro RX of Sweden e dal 2014 anche del campionato del mondo rallycross, denominata World RX of Sweden.

## Edizioni
Vengono indicati soltanto i vincitori nella massima categoria: RX1e (dal 2022), RX1 (nel 2021), Supercar (dal 2011 al 2020), Division 1 (dal 1997 al 2010), Division 2 (dal 1982 al 1996) e TC Division (dal 1978 al 1981).
| Anno | Denominazione                | Sede           | Validità     | Vincitori            | Auto                       | Scuderia                        |
| ---- | ---------------------------- | -------------- | ------------ | -------------------- | -------------------------- | ------------------------------- |
| 1973 | Rallycross of Sweden 1973    | Kågeröd        | Embassy/ERA  | John Taylor          | Ford Escort RS1600 BDA     | nd                              |
|      |                              |                |              |                      |                            |                                 |
| 1974 | Rallycross of Sweden 1974    | Kågeröd        | Embassy/ERA  | Franz Wurz           | VW 1302 S 2.4              | nd                              |
|      |                              |                |              |                      |                            |                                 |
| 1975 | Rallycross of Sweden 1975    | Kågeröd        | Embassy/ERA  | Dick Riefel          | VW 1303 S 3.0              | nd                              |
|      |                              |                |              |                      |                            |                                 |
| 1976 | Rallycross of Sweden 1976    | Kågeröd        | Euro RX      | Björn Waldegård      | Porsche Carrera RSR        | nd                              |
|      |                              |                |              |                      |                            |                                 |
| 1977 | Rallycross of Sweden 1977    | Kågeröd        | Euro RX - 1  | Åke Andersson        | Porsche Carrera            | nd                              |
| 1977 | Rallycross of Sweden 1977    | Vendel         | Euro RX - 2  | Anders Kulläng       | Porsche Carrera            | nd                              |
|      |                              |                |              |                      |                            |                                 |
| 1978 | Rallycross of Sweden 1978    | Kågeröd        | Euro RX      | Anders Hultqvist     | VW 1303 S Turbo            | nd                              |
|      |                              |                |              |                      |                            |                                 |
| 1979 | Rallycross of Sweden 1979    | Vendel         | Euro RX      | Anders Hultqvist     | VW 1303 S Turbo            | nd                              |
|      |                              |                |              |                      |                            |                                 |
| 1980 | Rallycross of Sweden 1980    | Kågeröd        | Euro RX      | Martin Schanche      | Ford Escort RS1800 BDA     | nd                              |
|      |                              |                |              |                      |                            |                                 |
| 1981 | Rallycross of Sweden 1981    | Kågeröd        | Euro RX      | Piet Dam             | BMW 320i                   | nd                              |
|      |                              |                |              |                      |                            |                                 |
| 1982 | Rallycross of Sweden 1982    | Kågeröd        | Euro RX      | Matti Alamäki        | Porsche 911 SC             | nd                              |
|      |                              |                |              |                      |                            |                                 |
| 1983 | Rallycross of Sweden 1983    | Götene         | Euro RX      | Martin Schanche      | Ford Escort RS1800 Turbo   | nd                              |
|      |                              |                |              |                      |                            |                                 |
| 1984 | Rallycross of Sweden 1984    | Kågeröd        | Euro RX      | Walter Mayer         | Audi quattro               | nd                              |
|      |                              |                |              |                      |                            |                                 |
| 1985 | Rallycross of Sweden 1985    | Tomelilla      | Euro RX      | Olle Arnesson        | Audi quattro               | nd                              |
|      |                              |                |              |                      |                            |                                 |
| 1986 | Rallycross of Sweden 1986    | Kågeröd        | Euro RX      | Olle Arnesson        | Audi quattro 20V           | nd                              |
|      |                              |                |              |                      |                            |                                 |
| 1987 | Rallycross of Sweden 1987    | Tomelilla      | Euro RX      | Seppo Niittymäki     | Peugeot 205 Turbo 16 E2    | nd                              |
|      |                              |                |              |                      |                            |                                 |
| 1988 | Rallycross of Sweden 1988    | Kågeröd        | Euro RX      | Mark Rennison        | Ford RS200 E2              | nd                              |
|      |                              |                |              |                      |                            |                                 |
| 1989 | Rallycross of Sweden 1989    | Handen         | Euro RX      | Matti Alamäki        | Peugeot 205 Turbo 16 E2    | nd                              |
|      |                              |                |              |                      |                            |                                 |
| 1990 | Rallycross of Sweden 1990    | Tomelilla      | Euro RX      | Matti Alamäki        | Peugeot 205 Turbo 16 E2    | nd                              |
|      |                              |                |              |                      |                            |                                 |
| 1991 | Rallycross of Sweden 1991    | Höljes, Torsby | Euro RX      | Will Gollop          | MG Metro 6R4 BiTurbo       | nd                              |
|      |                              |                |              |                      |                            |                                 |
| 1992 | Rallycross of Sweden 1992    | Götene         | Euro RX      | Will Gollop          | MG Metro 6R4 BiTurbo       | nd                              |
|      |                              |                |              |                      |                            |                                 |
| 1993 | Rallycross of Sweden 1993    | Höljes, Torsby | Euro RX      | Kenneth Hansen       | Citroën ZX T16 4x4         | Hansen Motorsport               |
|      |                              |                |              |                      |                            |                                 |
| 1994 | Rallycross of Sweden 1994    | Älvsbyn        | Euro RX      | Kenneth Hansen       | Citroën ZX T16 4x4         | Hansen Motorsport               |
|      |                              |                |              |                      |                            |                                 |
| 1995 | Rallycross of Sweden 1995    | Arvika         | Euro RX      | Kenneth Hansen       | Citroën ZX T16 4x4         | Hansen Motorsport               |
|      |                              |                |              |                      |                            |                                 |
| 1996 | Rallycross of Sweden 1996    | Götene         | Euro RX      | Jean-Luc Pailler     | Citroën Xantia T16 4x4     | nd                              |
|      |                              |                |              |                      |                            |                                 |
| 1997 | Rallycross of Sweden 1997    | Höljes, Torsby | Euro RX      | Ludvig Hunsbedt      | Ford Escort RS2000 T16 4x4 | nd                              |
|      |                              |                |              |                      |                            |                                 |
| 1998 | Rallycross of Sweden 1998    | Höljes, Torsby | Euro RX      | Tommy Kristoffersson | Audi Coupé S2 20V          | nd                              |
|      |                              |                |              |                      |                            |                                 |
| 1999 | Rallycross of Sweden 1999    | Höljes, Torsby | Euro RX      | Ludvig Hunsbedt      | Ford Escort RS2000 T16 4x4 | nd                              |
|      |                              |                |              |                      |                            |                                 |
| 2000 | Rallycross of Sweden 2000    | Höljes, Torsby | Euro RX      | Kenneth Hansen       | Citroën Xsara WRC          | Hansen Motorsport               |
|      |                              |                |              |                      |                            |                                 |
| 2001 | Rallycross of Sweden 2001    | Höljes, Torsby | Euro RX      | Kenneth Hansen       | Citroën Xsara WRC          | Hansen Motorsport               |
|      |                              |                |              |                      |                            |                                 |
| 2002 | Rallycross of Sweden 2002    | Höljes, Torsby | Euro RX      | Kenneth Hansen       | Citroën Xsara WRC          | Hansen Motorsport               |
|      |                              |                |              |                      |                            |                                 |
| 2003 | Rallycross of Sweden 2003    | Höljes, Torsby | Euro RX      | Kenneth Hansen       | Citroën Xsara T16 4x4      | Hansen Motorsport               |
|      |                              |                |              |                      |                            |                                 |
| 2004 | Rallycross of Sweden 2004    | Höljes, Torsby | Euro RX      | Sverre Isachsen      | Ford Focus T16 4x4         | -                               |
|      |                              |                |              |                      |                            |                                 |
| 2005 | Rallycross of Sweden 2005    | Höljes, Torsby | Euro RX      | Michael Jernberg     | Ford Focus T16 4x4         | Jernberg Motorsport             |
|      |                              |                |              |                      |                            |                                 |
| 2006 | Rallycross of Sweden 2006    | Höljes, Torsby | Euro RX      | Sverre Isachsen      | Ford Focus T16 4x4         | Toveks Bil AB                   |
|      |                              |                |              |                      |                            |                                 |
| 2007 | Rallycross of Sweden 2007    | Höljes, Torsby | Euro RX      | Lars Larsson         | Škoda Fabia T16 4x4        | Toveks Bil AB                   |
|      |                              |                |              |                      |                            |                                 |
| 2008 | Rallycross of Sweden 2008    | Höljes, Torsby | Euro RX      | Marcus Grönholm      | Ford Fiesta ST MK5         | Ford Team RS Europe             |
|      |                              |                |              |                      |                            |                                 |
| 2009 | Rallycross of Sweden 2009    | Höljes, Torsby | Euro RX      | Stig-Olov Walfridson | Renault Clio III           | Helmia Motorsport               |
|      |                              |                |              |                      |                            |                                 |
| 2010 | Rallycross of Sweden 2010    | Höljes, Torsby | Euro RX      | Sverre Isachsen      | Ford Focus ST T16 4x4      | -                               |
|      |                              |                |              |                      |                            |                                 |
| 2011 | Rallycross of Sweden 2011    | Höljes, Torsby | Euro RX      | Tanner Foust         | Ford Fiesta MK6            | Rockstar Energy Rallycross Team |
|      |                              |                |              |                      |                            |                                 |
| 2012 | Rallycross of Sweden 2012    | Höljes, Torsby | Euro RX      | Timur Timerzjanov    | Citroën DS3                | Namus Hansen Motorsport         |
|      |                              |                |              |                      |                            |                                 |
| 2013 | Volkswagen RX of Sweden 2013 | Höljes, Torsby | Euro RX      | Andreas Bakkerud     | Citroën DS3                | Bakkerud Motorsport             |
|      |                              |                |              |                      |                            |                                 |
| 2014 | Rallycross of Sweden 2014    | Höljes, Torsby | World RX     | Mattias Ekström      | Audi S1                    | EKS RX                          |
|      |                              |                |              |                      |                            |                                 |
| 2015 | Rallycross of Sweden 2015    | Höljes, Torsby | World RX     | Mattias Ekström      | Audi S1                    | EKS RX                          |
|      |                              |                |              |                      |                            |                                 |
| 2016 | Rallycross of Sweden 2016    | Höljes, Torsby | World RX     | Andreas Bakkerud     | Ford Focus RS RX           | Hoonigan Racing Division        |
| 2016 | Rallycross of Sweden 2016    | Höljes, Torsby | Euro RX      | Kevin Hansen         | Peugeot 208 WRX            | Peugeot-Hansen Academy          |
|      |                              |                |              |                      |                            |                                 |
| 2017 | Swecon RX of Sweden 2017     | Höljes, Torsby | World RX     | Johan Kristoffersson | VW Polo R                  | PSRX Volkswagen Sweden          |
| 2017 | Swecon RX of Sweden 2017     | Höljes, Torsby | Euro RX      | Anton Marklund       | VW Polo                    | Marklund Motorsport             |
|      |                              |                |              |                      |                            |                                 |
| 2018 | Swecon RX of Sweden 2018     | Höljes, Torsby | World RX     | Johan Kristoffersson | VW Polo R                  | PSRX Volkswagen Sweden          |
| 2018 | Swecon RX of Sweden 2018     | Höljes, Torsby | Euro RX      | Reinis Nitišs        | Ford Fiesta MK6            | Set Promotion                   |
|      |                              |                |              |                      |                            |                                 |
| 2019 | Swecon RX of Sweden 2019     | Höljes, Torsby | World RX     | Sebastian Eriksson   | Ford Fiesta MK7            | Olsberg MSE                     |
| 2019 | Swecon RX of Sweden 2019     | Höljes, Torsby | Euro RX      | Robin Larsson        | Audi S1 RX                 | JC Raceteknik                   |
|      |                              |                |              |                      |                            |                                 |
| 2020 | Swecon RX of Sweden 2020     | Höljes, Torsby | World RX - 1 | Johan Kristoffersson | VW Polo GTI RX             | Kristoffersson Motorsport       |
| 2020 | Swecon RX of Sweden 2020     | Höljes, Torsby | World RX - 2 | Mattias Ekström      | Audi S1 RX Quattro         | KYB Team JC                     |
| 2020 | Swecon RX of Sweden 2020     | Höljes, Torsby | Euro RX      | Oliver Eriksson      | Ford Fiesta                | Olsberg MSE                     |
|      |                              |                |              |                      |                            |                                 |
| 2021 | Swecon RX of Sweden 2021     | Höljes, Torsby | World RX     | Timmy Hansen         | Peugeot 208 WRX            | Hansen World RX Team            |
| 2021 | Swecon RX of Sweden 2021     | Höljes, Torsby | Euro RX      | Thomas Bryntesson    | Volkswagen Polo            | -                               |